# El Alacrán, Santiago Pinotepa Nacional
El Alacrán är en ort i Mexiko.   Den ligger i kommunen Santiago Pinotepa Nacional och delstaten Oaxaca, i den sydöstra delen av landet, 300 km söder om huvudstaden Mexico City. El Alacrán ligger 209 meter över havet och antalet invånare är 298.
Terrängen runt El Alacrán är huvudsakligen platt, men söderut är den kuperad. El Alacrán ligger uppe på en höjd. Runt El Alacrán är det ganska tätbefolkat, med 60 invånare per kvadratkilometer. Närmaste större samhälle är Santiago Pinotepa Nacional, 17,2 km sydost om El Alacrán. I omgivningarna runt El Alacrán växer huvudsakligen savannskog.